# Guraletschsee
Der Guraletschsee liegt im Kanton Graubünden in der Gemeinde Vals. Zu erreichen ist der See nur zu Fuss.  Letzte grössere Ortschaft im Tal ist Vals. Eingebettet ist der See zwischen nördlich dem Fanellhorn (3124 m hoch) und westlich des Guraletschhorns (2908 m hoch) hoch über dem Tal des Valser Rheins.

## Lage
Der See liegt in einer Mulde westlich unter dem Guraletschhorn. Auf ähnlicher Höhe liegen nördlich der Ampervreilsee und der Selvasee. Die drei Seen sind verbunden durch Wanderwege und können von Zervreila aus erreicht werden oder direkt von Vals. 
Der Verbindungsgrat zwischen Fanellhorn und Guraletschhorn heisst Fanellgrätli, von wo aus ein Blau-Weiss markierter Bergweg auf das Fanellhorn führt.

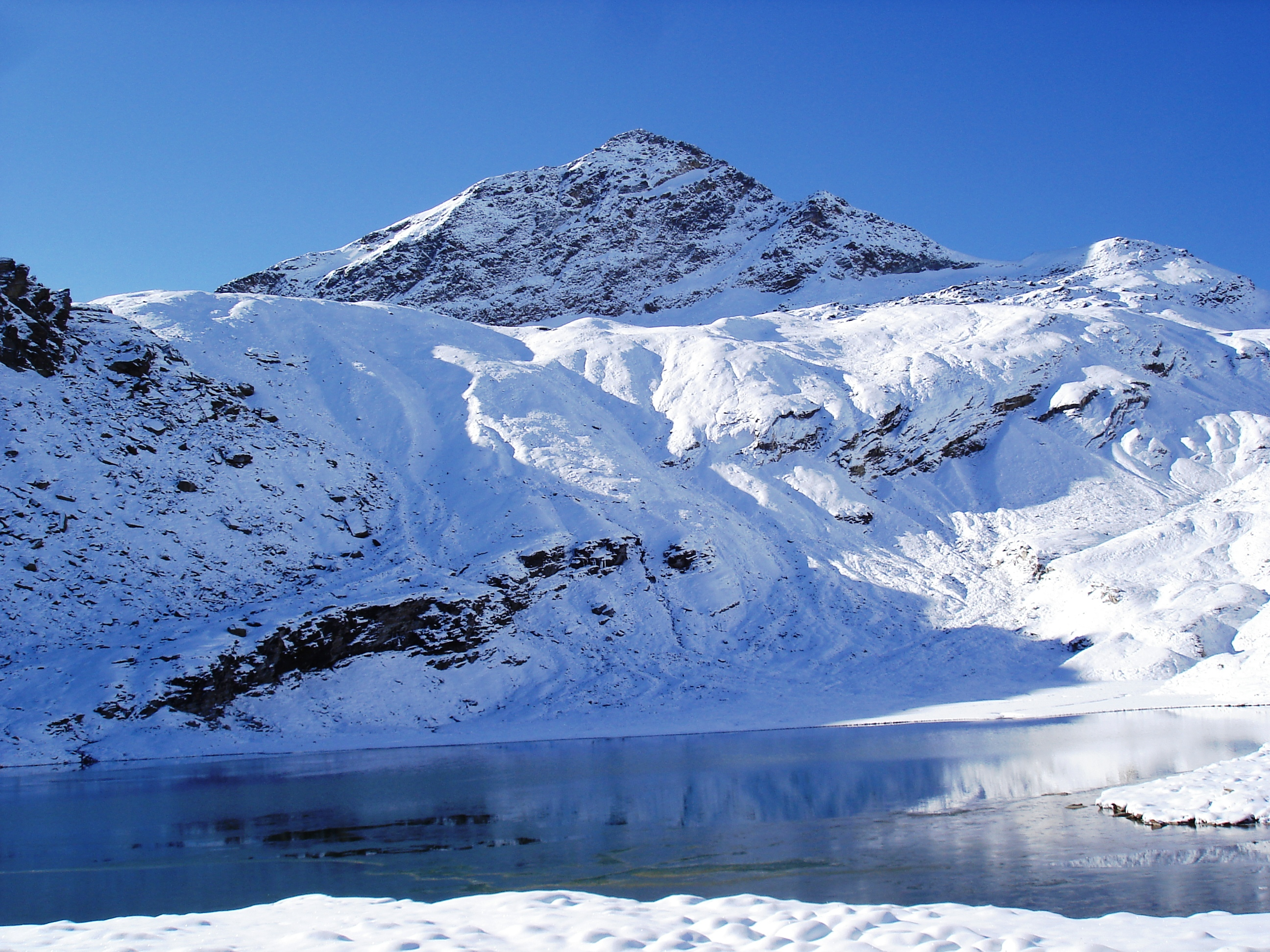
Guraletschsee gegen die Nordflanke des Fanellhorns